# Мућ
Мућ је општина у Сплитско-далматинској жупанији, Република Хрватска.

## Историја
До територијалне реорганизације у Хрватској налазила се у саставу старе општине Солин. Седиште општине је у насељу Доњи Мућ.

## Становништво
На попису становништва 2011. године, општина Мућ је имала 3.882 становника, од чега у Доњем Мућу 590.
| Број становника по пописима | Број становника по пописима | Број становника по пописима | Број становника по пописима | Број становника по пописима | Број становника по пописима | Број становника по пописима | Број становника по пописима | Број становника по пописима | Број становника по пописима | Број становника по пописима | Број становника по пописима | Број становника по пописима | Број становника по пописима | Број становника по пописима | Број становника по пописима |
| --------------------------- | --------------------------- | --------------------------- | --------------------------- | --------------------------- | --------------------------- | --------------------------- | --------------------------- | --------------------------- | --------------------------- | --------------------------- | --------------------------- | --------------------------- | --------------------------- | --------------------------- | --------------------------- |
| 1857                        | 1869                        | 1880                        | 1890                        | 1900                        | 1910                        | 1921                        | 1931                        | 1948                        | 1953                        | 1961                        | 1971                        | 1981                        | 1991                        | 2001                        | 2011                        |
| 5.802                       | 5.999                       | 6.200                       | 6.641                       | 7.373                       | 8.048                       | 8.038                       | 9.263                       | 8.714                       | 8.623                       | 8.012                       | 7.319                       | 5.887                       | 4.676                       | 4.074                       | 3.882                       |

Напомена: Настала из старе општине Солин. Од 1857. до 1961. садржи део података за општину Клис.